# Stivi Vonder
Stivi Vonder (rođen kao Stivlend Hardavej Džadkins 13. maja 1950; kasnije promenio ime u Stivlend Hardavej Moris engl. Steveland Hardaway Judkins Morris) je američki tekstopisac, multi-instrumentalista i muzički producent. Slep od rođenja, Vonder je potpisao ugovor sa Motaun rekordsom sa jedanaest godina. Motaun je još uvek njegova izdavačka kuća.
Snimio je više od trideset pesama koje su se našle među "U.S. top ten" hitova i nagrađen je sa dvadeset dve Gremi nagrade, najviše od svih muških solo izvođača.
Pored muzike, Stivi Vonder je bio angažovan i u političkim aktivnostima, kao na primer, 1980. godine kada je vodio kampanju da se rođendan Martina Lutera Kinga proglasi za državni praznik u Sjedinjenim američkim državama ili, u skorije vreme (2009. godine), kada je imenovan za Glasnika mira Ujedinjenih nacija (United Nations Messenger of Peace).
Na listi 100 najboljih umetnika svih vremena (engl. Hot 100 All-Time Top Artists) koju je muzički časopis Bilbord objavio povodom proslave 50. rođendana američke rang liste singlova (US singles chart's), Stivi Vonder zauzeo je 5. mesto.

## Detinjstvo i mladost
Stivi Vonder se rodio 1950. godine u Saginou (Saginaw), američka država Mičigen, kao treće od šestoro dece Kalvina Džadkinsa (Calvin Judkins) i Lule Me Hardavej (Lula Mae Hardaway). Kao posledica toga što je rođen šest nedelja prerano, krvni sudovi na poleđini njegovih očiju nisu se bili razvili u dovoljnoj meri (nisu dostigli do mrežnjače ili retine očiju) i njihov kasniji razvoj doveo je do odvajanja mrežnjače. Medicinski naziv za ovo stanje je retinopatija nedonoščadi. U najtežim slučajevima, kao što se to nažalost i kod Stivija Vondera desilo, ona dovodi do slepoće odojčadi. I mada je može pogoršati i upumpavanje kiseonika u inkubator, to nije bio glavni uzrok Stivijevog slepila.
Kada je Stivi Vonder napunio pet godina, njegova majka je napustila njegovog oca i preselila se sa svojom decom u Detroit. Promenila je svoje ime ponovo u Lula Hardavej i kasnije, zbog svoje rodbine, promenila i sinovo prezime u Moris. Tako je Moris ostalo Stivi Vonderovo zvanično prezime sve do današnjih dana.
On je od najranijeg uzrasta počeo da svira razne instrumente, kao što su pianino, harmonika, bubnjevi i bas gitara. Tokom detinjstva bio je aktivan takođe i u crkvenom horu.

## Otkrivanje i prva snimanja za Motaun rekords
Roni Vajt iz grupe Mirikls (Ronnie White of The Miracles) daje zasluge svome bratu Džeraldu Vajtu (Gerald White) za uporno nagovaranje da dođe u kuću njegovih prijatelja i upozna talenat Stivi Vondera. Vajt potom dovodi Vondera i njegovu majku u Motaun rekords (Motown Records). Zadivljen talentom mladog muzičara, Motaunov glavni izvršni direktor (Motown CEO or chief executive officer) Beri Gordi (Berry Gordy) upisuje Vondera kao Motaunov Tamla brend (Motown's Tamla label) sa imenom Mali Stivi Vonder. Pre potpisivanja, producent Klarens Pol (Clarence Paul) dodelio je Vonderu njegov zaštitni znak (ime), tvrdeći da..."neprestano smo ga nazivali osmim svetskim čudom" (Wonder = čudo , na engleskom). On je zatim snimio lokalni detroitski singl, "Ja to zovem lepa muzika, ali stari ljudi je zovu bluz" ("I Call It Pretty Music, But the Old People Call It the Blues"), koji je krajem 1961. godine objavila Tamla producentska kuća. Vonderova prva dva albuma, "Džez soul Malog Stivija" ("The Jazz Soul of Little Stevie") i "Priznanje Ujaku Reju" ("Tribute to Uncle Ray"), koji su objavljeni 1962. godine, nisu postigli neki veliki uspeh.

## Rani uspeh: 1963—1971.
U trinaestoj godini, Stivi Vonder imao je glavni hit, "Vrhovi prstiju (Pt.2)" ("Fingertips (Pt. 2)"), singl snimljen uživo tokom njegovog nastupa na Motaounovoj turneji "Motortown Revue", koji je izašao na albumu "Snimljeno uživo: Genije od dvanaest godina" ("Recorded Live: The 12 Year Old Genius"). Ova pesma u čijem izvođenju učestvuju Stivi Vonder na bongo bubnjevima, harmonici i kao pevač, kao i mladi Marvin Gej na bubnjevima, bila je hit broj jedan na U.S. pop i R&B listi čime je Stivi postao poznat široj publici.
U 1964. godini, Stivi Vonder dobija svoju prvu ulogu u filmu "Mišićava žurka na plaži" ("Muscle Beach Party ") u kojem glumi samog sebe kao "Mali Stivi Vonder". On se pojavljuje i u nastavku filma koji izlazi nekoliko meseci kasnije pod nazivom "Bikini plaža" ("Bikini Beach"). U ova dva filma on peva svoje pesme "Srećna ulica" ("Happy Street") i "Osećanje sreće" ("Happy Feelin").
Odbacujući deo "Mali" iz svog imena, Vonder nastavlja da stvara brojne hitove tokom sredine 1960-ih, uključujući "Napet (Sve je u redu)" ("Uptight (Everything's Alright)", "Sa dečjim srcem" ("With a Child's Heart") i "Duvanje u vetar" ("Blowin' in the Wind") obradu Bob Dilanove pesme na kojoj sarađuje sa svojim mentorom, producentom Klarensom Polom (Clarence Paul). Osim za sebe on počinje da komponuje pesme i za druge Motaunove izvođače, kao na primer, "Klovnove suze", hit broj jedan koji izvode Smoki Robinson i Miriklsi.
On snima instrumentalni soul/džez album, uglavnom na solo harmonici, pod pseudonimom(i naslovom) Eivets Rednow, što je u stvari ime "Stevie Wonder" pročitano unazad. Album nije uspeo da privuče veliku pažnju, i njegov jedini singl, prateća muzika iz Alfija ("Alfie"), stigao je samo do 66. mesta na U.S. top listi i 11. mesta na U.S. Adult Contemporary listi. Pored toga, on uspeva da napravi nekoliko hitova između 1968. i 1970. godine, kao što su, "Ja sam stvoren da je volim" ("I Was Made to Love Her") i "Potpisan, zapečaćen, isporučen - Ja sam tvoj" ("Signed, Sealed, Delivered I'm Yours").
U septembru 1970. Vonder ženi Siritu Rajt (Syreeta Wright), autora pesama i bivšu Motaunovu sekretaricu. Rajtova i Vonder zajedno stvaraju pesme na sledećem albumu, "Odakle ja dolazim" ("Where I'm Coming From") koji nije imao većeg uspeha na top listama. Napunivši dvadeset jednu godinu u maju 1971. on je pustio da njegov ugovor sa Motaunom istekne.
U 1970. godini, Vonder sarađuje i svira više instrumenata pri stvaranju hita "To je sramota" ("It's a Shame") za svoje kolege iz Motauna Spinerse ("The Spinners"). Ovaj doprinos je trebalo da bude potvrda njegovog talenta i oružje u nastupajućim pregovorima sa Gordijem oko njegove kreativne autonomije.

## Diskografija
- 1962 The Jazz Soul of Little Stevie
- 1963 With a Song in My Heart
- 1964 Stevie at the Beach
- 1966 Up-Tight
- 1966 	 Down to Earth
- 1967 I Was Made to Love Her
- 1968 Eivets Rednow
- 1969 My Cherie Amour
- 1970 Signed, Sealed & Delivered
- 1971 Where I'm Coming From
- 1972 Music of My Mind
- 1973 Innervisions
- 1974 Fulfillingness' First Finale
- 1976 Songs in the Key of Life
- 1980 Hotter than July
- 1985 In Square Circle
- 1987 Characters
- 1995 Conversation Peace
- 2005 A Time to Love

## Literatura
- „Top Selling Artists”. riaa.com. јануар 2014.
- Dobuzinskis, Alex (20. 6. 2008). „Stevie Wonder embarks on "magical" summer tour”. Reuters. Приступљено 16. 9. 2011.
- „Stevie Wonder Chart History: Billboard 200”. Billboard. Приступљено 11. 7. 2022.
- „Stevie Wonder Chart History: Billboard 200”. Billboard. Приступљено 11. 7. 2022.
- Kent, David (1993). Australian Chart Book 1970–1992 (illustrated изд.). St Ives, N.S.W.: Australian Chart Book. стр. 342,343. ISBN 0-646-11917-6.
- Ryan, Gavin (2011). Australia's Music Charts 1988–2010 (pdf изд.). Mt. Martha, VIC, Australia: Moonlight Publishing.
- „Austrian Albums” (на језику: немачки). austriancharts.at. Hung Medien. Приступљено 6. 12. 2014.
- „Canadian Albums”. RPM Canada. Приступљено 6. 12. 2014.
- „Dutch Albums”. GfK Dutch Charts Hung Medien. Приступљено 6. 12. 2014.
- „New Zealand Albums”. charts.nz. Hung Medien. Приступљено 6. 12. 2014.
- „Norwegian Albums”. norwegiancharts.com Hung Medien. Приступљено 6. 12. 2014.
- „Swedish Albums”. swedishcharts.com Hung Medien. Приступљено 6. 12. 2014.
- „Swiss Albums”. swisscharts.com Hung Medien. Приступљено 6. 12. 2014.
- „Stevie Wonder | full Official Chart History”. Official Charts Company. Приступљено 11. 7. 2022.
- „Certified Awards”. Архивирано из оригинала 21. 9. 2013. г. Приступљено 4. 6. 2014.
- „Stevie Goes Platinum” (PDF). Cash Box. 30. 7. 1977. стр. 49. Приступљено 25. 11. 2021 — преко World Radio History.
- „Canadian Certifications”. Music Canada. RPM. Приступљено 9. 12. 2014.
- „US Certifications”. Recording Industry Association of America. Приступљено 17. 11. 2014.
- „Billboard 94  (23):[[Категорија:Cite journal]]: Majors Flight Economics with Quirky Rock Originals”. Billboard. 6. 12. 1982. стр. A-NZ 8. Приступљено 10. 11. 2021. Сукоб URL—викивеза (помоћ)
- „German Accreditations”. musikindustrie.de. Архивирано из оригинала 24. 11. 2015. г. Приступљено 8. 12. 2014.
- „Stevie Wonder Chart History - Billboard 200”. Billboard. Приступљено 24. 12. 2019.
- „1982 Was A Big Year”. Billboard. 25. 12. 1982. стр. TIA-57. Приступљено 28. 10. 2020 — преко Google Books.
- „Swiss Certifications”. Swiss Hitparade. Приступљено 9. 12. 2014.
- „Stevie Wonder Chart History: Hot 100”. Billboard. Приступљено 22. 8. 2021.
- „Stevie Wonder Chart History: Hot R&B/Hip-Hop Songs”. Billboard. Приступљено 22. 8. 2021.
- „Stevie Wonder Chart History: Adult Contemporary”. Billboard. Приступљено 22. 8. 2021.
- „Belian Chart”. Belgium Charts Portal. Hung Medien. Приступљено 22. 11. 2014.
- „Canadian Chart”. www.collectionscanada.gc.ca. Приступљено 22. 11. 2014.
- „German Chart” (на језику: немачки). Charts.de GfK Entertainment. Архивирано из оригинала 13. 12. 2014. г. Приступљено 22. 11. 2014.
- „Irish Charts”. Irish Charts. Приступљено 22. 11. 2014.
- „Dutch Chart”. Dutch Top 100. Приступљено 22. 11. 2014.
- „New Zealand Chart”. charts.nz. Приступљено 22. 11. 2014.
- „Swiss Charts” (на језику: немачки). Charts.de Media Control. Приступљено 22. 11. 2014.
- „Stevie Wonder | full Official Chart History”. Official Charts Company. Приступљено 22. 8. 2021.

## Spoljašnje veze
- „Zvanični sajt”. Архивирано из оригинала 23. 09. 2020. г. Приступљено 25. 03. 2012.
- Stivi Vonder na sajtu  (jezik: engleski)
- Stivi Vonder на веб-сајту
- Stivi Vonder на веб-сајту  (језик: енглески)
- „Прикуљене вијести и коментари o чланку Stivi Vonder”. The New York Times.
- Stivi Vonder на веб-сајту  (језик: енглески)
- Stevie Wonder Interview NAMM Oral History Library (2016)
- Image of Stevie Wonder and Patti LaBelle performing at the Shrine Auditorium, 1978. Los Angeles Times Photographic Archive (Collection 1429). UCLA Library Special Collections, Charles E. Young Research Library, University of California, Los Angeles.